# 2261 Keeler
2261 Keeler este un asteroid din centura principală, descoperit pe 20 aprilie 1977 de Arnold Klemola.